# ВЛ84
ВЛ84 (Владимир Ленин, 84-я модель) — пара опытных советских грузовых магистральных двухсекционных электровозов переменного тока 25 кВ с опорно-рамным подвешиванием тяговых электродвигателей, разработанных на основе электровоза ВЛ81. Построены в 1979 году Новочеркасским электровозостроительным заводом в количестве двух единиц. Электровозы были рассчитаны на работу в тяжёлых условиях, таких как крутые подъёмы и низкие температуры. Планировался серийный выпуск этих локомотивов для эксплуатации на Байкало-Амурской магистрали, однако в ходе испытаний не удалось добиться нормальной работы тягового привода и электровозы так и не пошли в серию.

## История
Новочеркасский электровозостроительный завод на основе двухсекционных восьмиосных грузовых электровозов серии ВЛ80 спроектировал усиленный электровоз с опорно-рамным подвешиванием тяговых электродвигателей, предназначенный для вождения тяжёлых грузовых поездов на железнодорожных линиях с крутыми подъёмами, в том числе при низких температурах. При создании новых моделей электровозов, получивших серию ВЛ84, использовались результаты испытания электровоза ВЛ81. Для этих электровозов часто применялось название — электровозы для БАМа, это связано с тем, что их планировалось внедрить на Байкало-Амурскую магистраль. Опытные электровозы в количестве двух единиц были выпущены в 1979 году.
В 1980 году электровоз ВЛ84-001 прошёл тягово-энергетические испытания на экспериментальном кольце ВНИИЖТа в Щербинке. Второй локомотив проходил динамические испытания на участке Белореченская — Армавир. После завершения испытаний электровозы поступили для эксплуатации в депо Батайск Северо-Кавказской железной дороги.

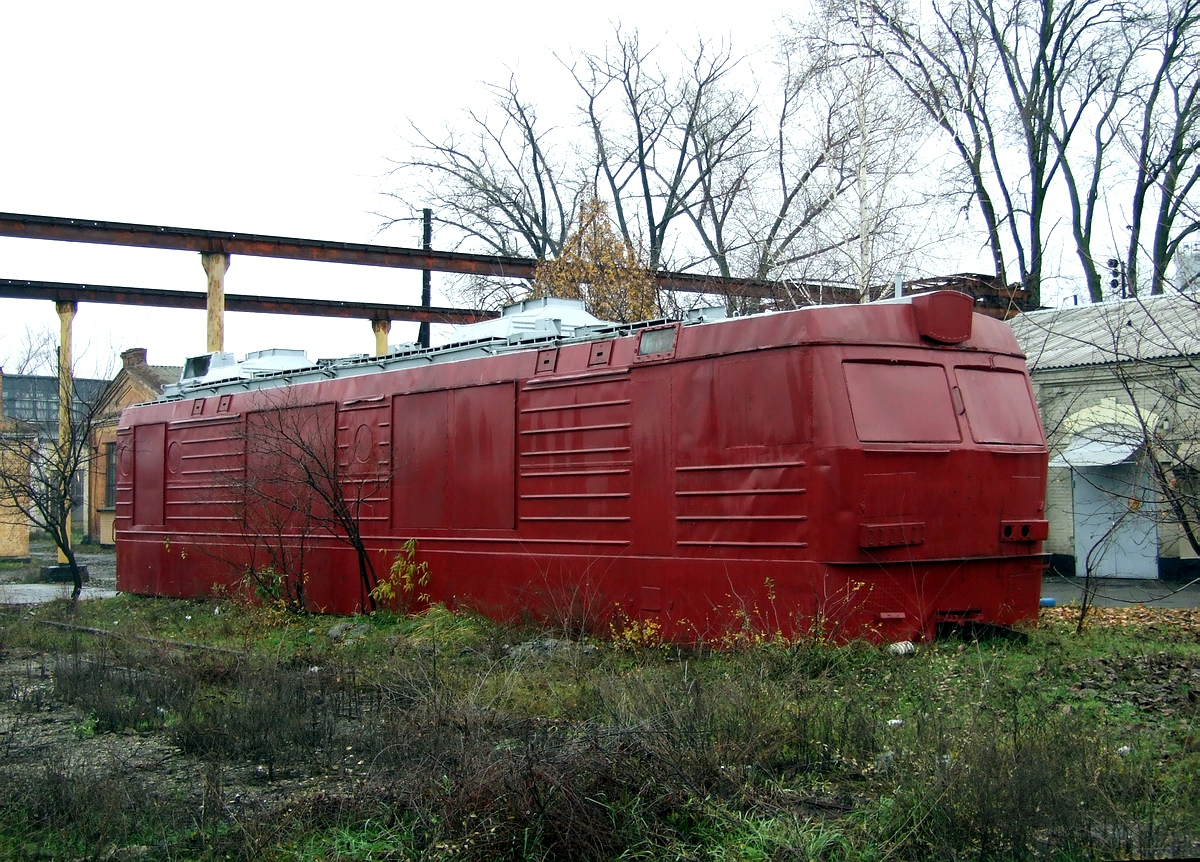
ВЛ84-001 в Батайске

В настоящее время электровоз ВЛ84-001 разобран — с него сняты тележки и электрооборудование, а кузов используется в качестве сарая в депо Батайск. Электровоз ВЛ84-002 долгое время эксплуатировался в депо Батайск после замены экспериментальных тележек серийными. В настоящее время он передан в Ростовский музей железнодорожной техники.           

## Конструкция
По сравнению со стандартными ВЛ80, электровозы ВЛ84 имеют более длинный кузов за счёт увеличения размера кабины машиниста. Также в локомотивах было установлено дополнительное кондиционирующее оборудование для дополнительной более тонкой очистки воздуха.

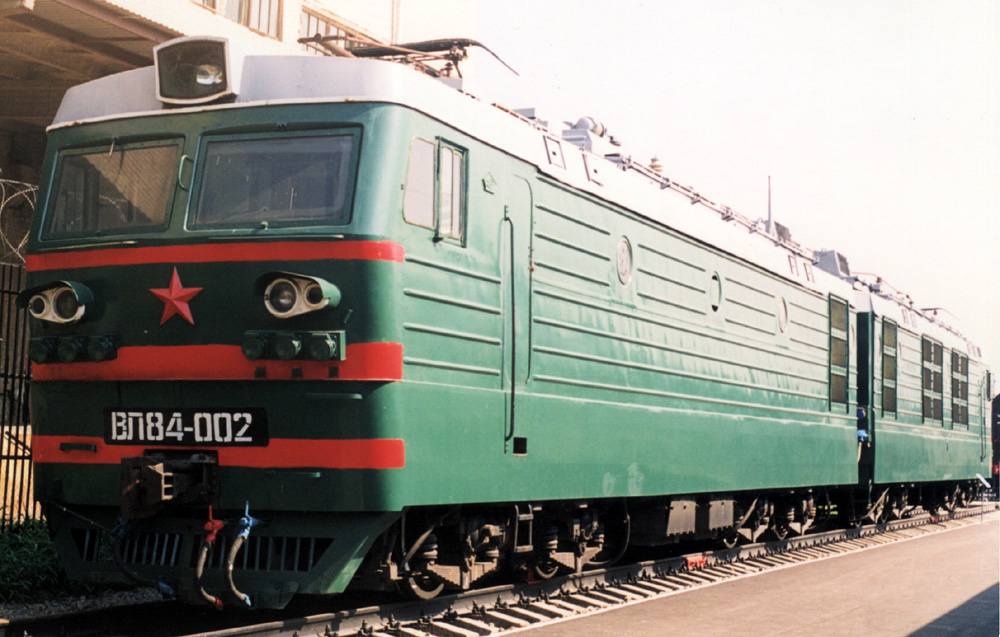
В Ростовском музее

Кузова секций имеют опоры, которыми служат двухосные тележки на которые они опираются через люльки; параллельно цилиндрические пружины над которыми находятся колесные пары включены демпферы гидравлические, на колесные пары опираются рамы тележек. Рессорная система имеет статический прогиб, равный 120 мм. Буксы — бесчелюстные. Тормозные и тяговые усилия передаются кузову наклонными тягами. Вращающий момент передаётся от ТЭДов с помощью прямозубого одностороннего редуктора, установленного на рамах тележек. Полый вал с большим зубчатым колесом соединен с помощью поводков и упругой резинокордной муфтой, колесный центр и полый вал соединены такими же элементами. В целом конструкция привода электровоза ВЛ84 аналогична конструкции привода электровоза ВЛ81. Впервые данная схема была применена на пассажирском тепловозе ТЭП75, построенном в 1976 году. ВЛ84 имел два варианта привода, это было сделано с той целью, чтобы на основаниях опытной эксплуатации и исследований выбрать наиболее совершенную конструкцию. При новых бандажах диаметр колеса составлял 1350 мм, модуль зубчатых колес был равен 13, редуктор имел передаточное число 72:23=3,13.
Механические тормоза имели двустороннее нажатие колодок на колеса. На каждой колесной паре был установлен свой тормозной цилиндр диаметром 10 дюймов.
Трансформатор ОДЦЭ-5300/25-78 ХЛ-2 имел сетевую обмотку номинальной мощностью 5590 кВ·А (напряжение 25 кВ), обмотку собственных нужд для питания вспомогательных машин номинальной мощностью 223 кВ·А, и две обмотки тяговой группы, состоящие из шести секций, каждая из которых рассчитана на номинальный выпрямленный ток 1950 А и напряжение холостого хода 435 В, напряжение холостого хода 638, 406, 232 В, (номинальный ток 550 А) и обмотку для возбуждения тяговых электродвигателей 2 × 261 В, 750 А. Трансформатор имел масляное охлаждение с принудительной вентиляцией масла и воздушным охлаждениям в радиаторах.
Каждая группа состояла из тяговых обмоток напряжения в количестве трёх штук, с помощью которых плавно регулировалось напряжение. Плавное регулирование напряжения достигалось за счёт трёх последовательно соединённых полунаправляемых мостов, которые подавались на зажимы двух включенных параллельно тяговых электродвигателей. Раньше такая схема использовалась при изготовлении электровозов Sr1 для Финляндии. Три полупроводниковых моста смонтировано в одной выпрямительной установке. На электровозе таких установок было всего три штуки. Шесть параллельно включённых тиристоров является неотъемлемыми деталями, из которых состоит каждое управляемое плечо; если плечо моста неуправляемо, то в нем параллельно включено пять диодов марки В2-1600. Номинальный ток, который способна пропустить выпрямительная установка, равен 2 × 1600 А.
В режиме реостатного торможения и режиме тяги возбуждение электровозов является независимым. При этом после последовательного включения обмотки всех восьми электродвигателей они получают питание по двум полупериодичным схемам с нулевым выводом. Каждое из двух плеч установки включает в себя по четыре тиристора. Подключение якоря электродвигателей к индивидуальным тормозным резисторам происходит при реостатном торможении.
Изначально планировалось, что электровозы ВЛ84 будут изготавливаться с рекуперативным торможением, но спустя некоторое время все же было применено реостатное торможение.
На электровозах устанавливались 8 шестиполюсных тяговых электродвигателей НБ-507 несколько измененной конструкции. Эти двигатели, в отличие от электродвигателей, установленных в электровозах ВЛ81, отличались номинальным напряжением, которое было повышено до 1050 В, длиной централи, увеличенной на 17 мм и расходом охлаждающего воздуха, который составляет 95 м³/мин.
Минимальное возбуждение составляет 42 %, масса электродвигателя 4600 кг. Контроллер машиниста имеет рукоятку скорости, главную и реверсивную рукоятки. Реверсивная рукоятка имеет положения: Р — реостатное торможение (вперёд — назад), 0 — нулевое, Т — тяга (вперёд — назад). Положения главной рукоятки: 0 — нулевое, БВ — быстрое выключение главного выключателя, П — позиции — сбора схемы управления, линейными контакторами цепи тяговых электродвигателей, 1—25 позиции в которых при тяговом режиме регулируется ток, а также тормозного усилия при режиме реостатного торможения. Скорость движения электровоза позволяет регулировать рукоятка скорости в позициях 1-25.
Оба электровоза рассчитаны на работу по системе многих единиц.
В качестве фазоразщепителей, вентиляторов электрических тяговых двигателей и компрессорного привода применяются электрические асинхронные двигатели АЭ-92-4. Электрические двигатели постоянного тока НБ-107 служат для привода вентилятора, охлаждающего тормозные резисторы, данные вентиляторы питаются от секций этих резисторов. Такие электродвигатели ранее уже применялись в электровозах ВЛ82М.
При продолжительном режиме КПД электровоза равняется 0,86, мощностной коэффициент также равняется 0,86. Тормозные резисторы имеют мощность 6800 кВт, при скорости 80 км/ч тормозные усилия равняются 324 кН (33 000 кгс), при конструкционной скорости 120 км/ч тормозные усилия равняются 137 кН (14 000 кгс). Фактическая масса электровоза составляет 206—207 т, исходя из технических условий, она должна равняться 200±4 т.